# Zanola impedita
Zanola impedita is een vlinder uit de familie van de Apatelodidae. De wetenschappelijke naam van de soort is voor het eerst geldig gepubliceerd in 1916 door Paul Dognin.